# Кастри (Сирос)
Кастри́ (греч. Καστρί, лат. Castrium) — укреплённое доисторическое поселение в Греции, на острове Сирос в архипелаге Киклады в Эгейском море. Открыто в 1898 году Христосом Цундасом. Расположено в северо-восточной части острова, к северу от села Халандриани. Недалеко от акрополя расположено кладбище.

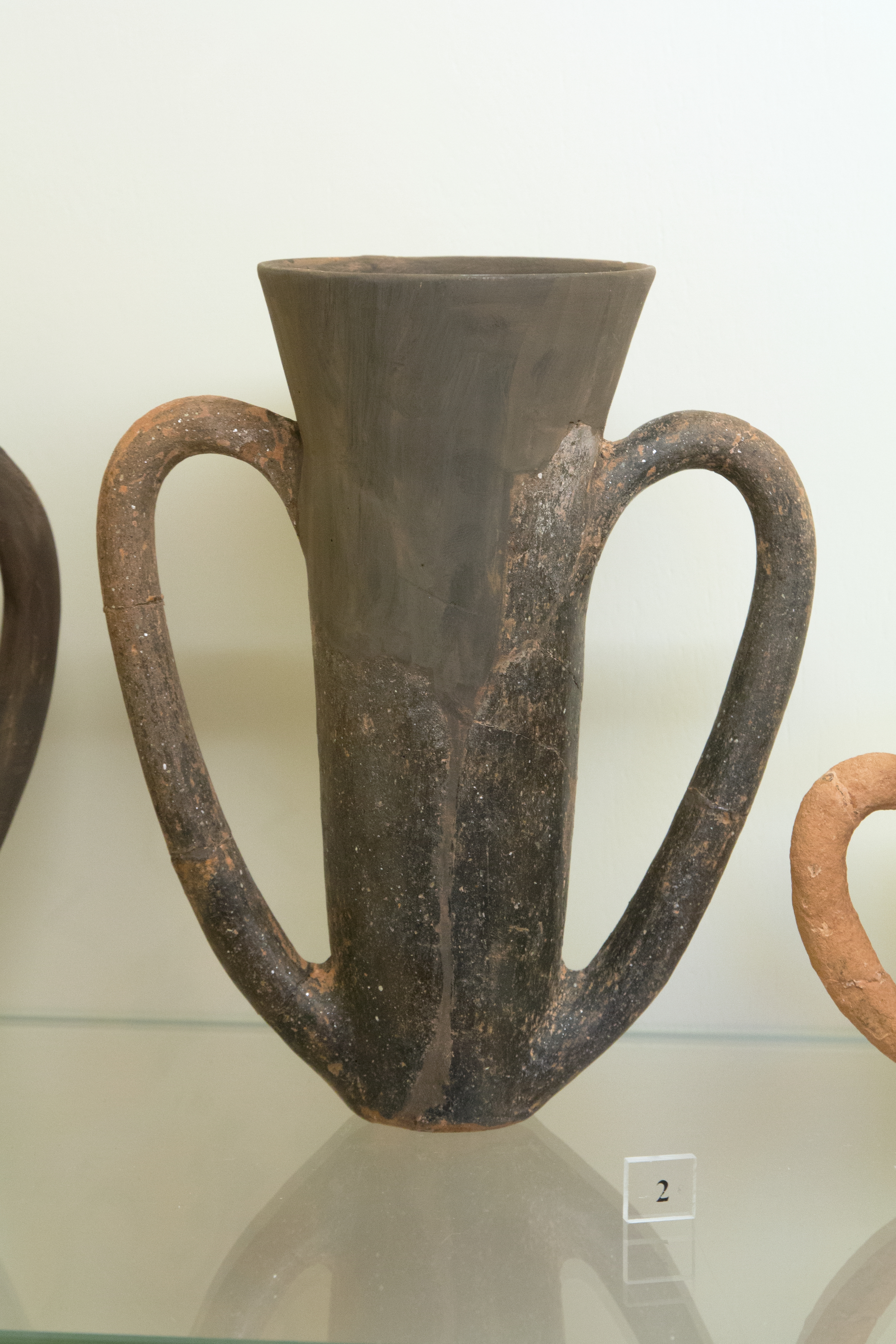
Двуручный кубок из Халандриани. Культура Кастри. 2300—2200 до н. э. Археологический музей Сироса

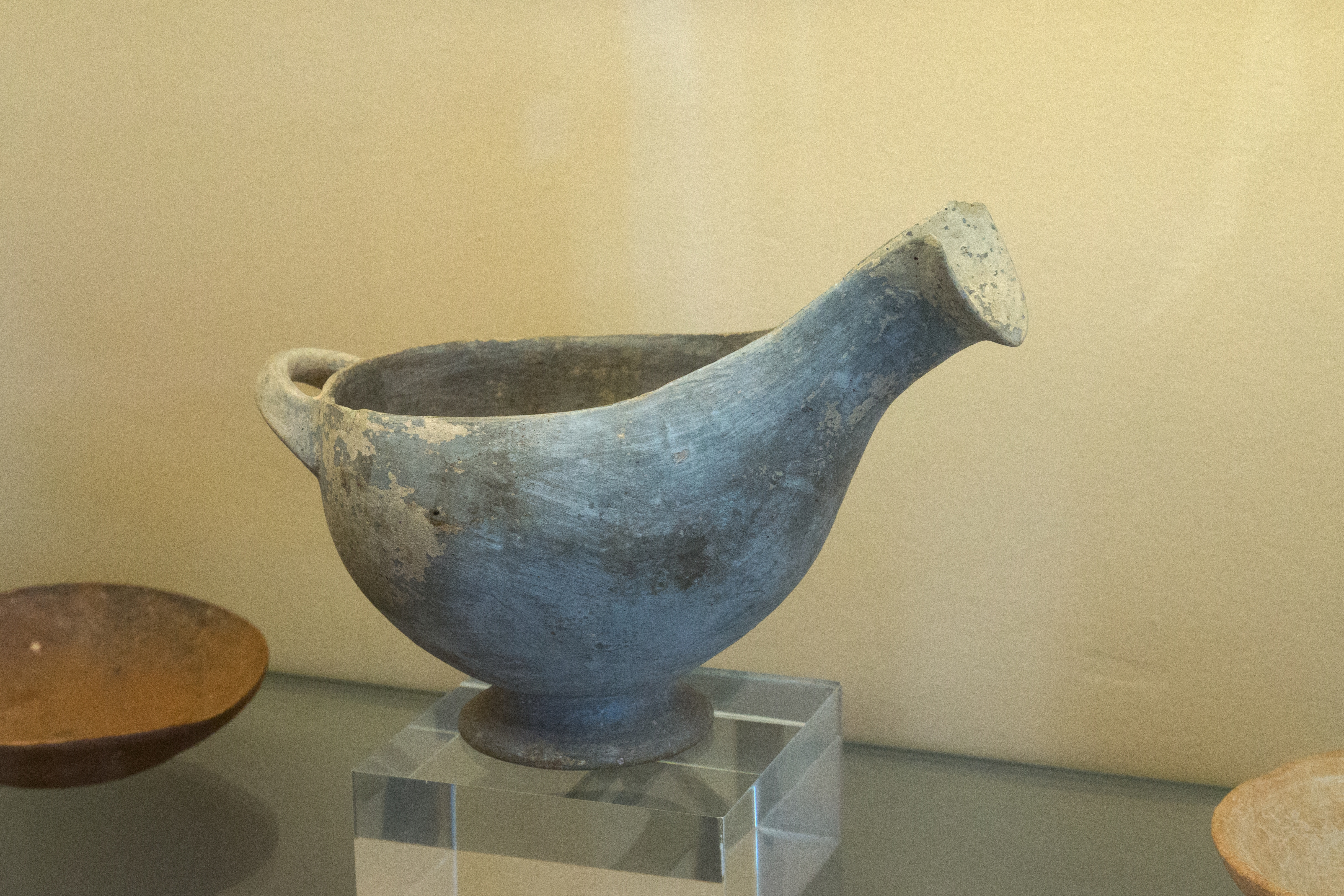
Сосуд в виде соусника из Халандриани. Культура Керос-Сирос. 2700—2300 до н. э. Археологический музей Сироса

Поселение Кастри построено в конце раннекикладского II периода (2800—2300 до н. э.) на несколько отдаленной от моря и удобной для обороны вершине холма. Предполагается, что поселение Кастри занимает от 3500 до 5000 квадратных метров, но раскопки выявили только часть поселения. Поселение включает в себя небольшие каменные здания прямоугольной или полукруглой формы (D-образные), которые состоят из одной или двух комнат. Здания плотно расположены и имеют частично общие стены, образующие группы строений, которые разделены узкими неровными улицами и небольшими открытыми местами общего пользования.
Поселение защищено крепостной стеной толщиной около 2 метров. Стена построена, как и здания, из необработанных мелких или средних камней. Некоторые из домов поселения примыкают к внутренней части стены, в то время как внешняя сторона укреплена шестью небольшими и далеко между собой расположенными полукруглыми башнями. На небольшом расстоянии от этих башен построена каменная кладка толщиной около 1 метра, что затрудняет прямой доступ к внутренней части поселения. Системы фортификации такого типа известны в важных ранних городских центрах раннего бронзового века в Эгейском море, таких как Ферми на Лесбосе (фаза V), Лерна в Арголиде (фаза IIIC) и Эгина (V, 2200—2050 до н. э.), которые имели интенсивные контакты с Кикладами в этот период. Помимо Кастри, также укреплены современные ему поселения: Кинтос на Дилосе, Панорм на Наксосе и Маркиани на Аморгосе. Кольцо оборонительных стен не было полностью замкнуто. В этом не было необходимости, поскольку с одной (юго-восточной) стороны, где стена отсутствовала, поселение надежно было защищено крутым обрывом. 
Положение Кастри на крутой вершине холма, плотное расположение и грубая постройка зданий, а также система укреплений, идентичная укреплениям других кикладских поселений, современных Кастри, указывают на необходимость большой защиты в период 2450/2400—2200/2150 гг. до н. э. Эта необходимость возникла в результате значительных экономических и социальных изменений, а также из-за растущей конкуренции между процветающими островными центрами и материковой Грецией. Эти центры поддерживали интенсивные торговые и культурные контакты, которые видны не только в архитектуре, но также в гончарном и металлообработке.
Среди найденной в Халандриани керамики: сосуды в виде соусников, имитирующие металлические образцы, двуручный конический кубок. Найдена диадема из серебра, украшенная изображениями богини и животных, исполненными вдавленными точками. Обнаружение красной и черной полированной керамики и ваз, таких как двуручный конический кубок, демонстрирует сильное влияние или даже вероятное перемещение населения с островов северо-восточного Эгейского моря и побережья Малой Азии в направлении центра Эгейского моря и восточного побережья материковой части Греции. Это подтверждается исследованиями металлургии, которые показали, что бронза, которая использовалась при изготовлении инструментов, найденных в Кастри, имела тот же химический состав, что и та, которая использовалась в то же время в Трое и Полиохни на Лемносе. Этот период известен как переходная фаза Лефканди I-Кастри. В поселении Кастри была обнаружено металлургическое производство. Найдены серебряные, свинцовые и бронзовые изделия, глиняные тигли, а также двухсторонние формы из сланца для изготовления инструментов и оружия.